# مجلس اسکاتلند
مجلس اسکاتلند قوهٔ مقننهٔ تک‌مجلسی اسکاتلند است که پس از قدرت‌سپاری در بریتانیا در سال ۱۹۹۹ تشکیل شد. ساختمان مجلس در منطقه هولی‌رود، ادینبرو واقع شده و به همین خاطر گاه از نام هولی‌رود برای اشاره به مجلس استفاده می‌شود.
مجلس اسکاتلند نهادی دموکراتیک است که ۱۲۹ عضوش از طریق انتخابات برای مدت ۴ سال برگزیده می‌شوند. نظام انتخاباتی آن، نظام اعضای افزوده (مشابه نظام انتخاباتی آلمان) است که در واقع تلفیقی از نظام‌های اکثریتی و تناسبی است. ۷۳ نماینده از ۷۳ حوزهٔ انتخابیهٔ تک‌نفره راهی مجلس می‌شوند که مبنای انتخاب ایشان کسب اکثریت نسبی آراست (نظام انتخاباتی نخست‌نفری). ۵۶ نماینده دیگر از ۸ حوزهٔ انتخابیهٔ ۷ نفره بر مبنای سهم هر حزب از آرای کسب‌شده وارد مجلس می‌شوند (نمایندگی تناسبی). آخرین انتخابات ۵ مهٔ ۲۰۱۶ برگزار شد و حزب ملی اسکاتلند به پیروزی رسید.
مجلس اصلی اسکاتلند نهاد ملی قانونگذاری کشور مستقل پادشاهی اسکاتلند بود که از اوایل قرن سیزدهم میلادی تا زمان ادغام این کشور با پادشاهی انگلستان و ایجاد پادشاهی بریتانیای کبیر به فعالیت ادامه داد. در پی ادغام دو کشور، مجلس انگلستان و مجلس پادشاهی اسکاتلند منحل شدند و مجلس بریتانیای کبیر در وستمینستر لندن تشکیل شد.
در پی همه‌پرسی ۱۹۹۷ و رأی آری اسکاتلندی‌ها به قدرت‌سپاری، مجلس فعلی ایجاد شد. اختیارات مجلس اسکاتلند در مصوبهٔ ۱۹۹۸ اسکاتلند، از قوانین مصوب مجلس بریتانیا، تشریح شده‌است. این مصوبه، اختیاراتی را که نزد مجلس بریتانیا محفوظ می‌ماند به‌صراحت برشمرده و از این طریق اختیارات اعطایی به مجلس اسکاتلند را کنترل کرده‌است. مجلس اسکاتلند مخیر است در هر زمینه‌ای که اختیارات قانونگذاری نزد مجلس بریتانیا محفوظ نمانده، قانون وضع کند. مجلس بریتانیا حق اصلاح و تغییر مصوبهٔ ۱۹۹۸ اسکاتلند و نیز گسترهٔ اختیارات مجلس اسکاتلند را نزد خود محفوظ نگاه داشته‌است. نخستین جلسهٔ مجلس اسکاتلند ۱۲ مهٔ ۱۹۹۹ برگزار شد.